# Botia histrionica
Botia histrionica és una espècie de peix de la família dels cobítids i de l'ordre dels cipriniformes.

## Morfologia
- El cos fa 11,7 cm de llargària màxima, és hidrodinàmic i presenta cinc franges al cos (cada una amb una petita taca rodona a la línia lateral).
- Ventre aplanat.
- 4 parells de barbetes sensorials a la boca.
- Posseeix un parell d'espines molt esmolades a les conques dels ulls, les quals estén com a defensa quan se sent amenaçat.
- Aleta dorsal amb una banda ampla i negra.
- Aletes pectorals, ventrals i anal amb dues franges negres cada una.
- Aleta caudal amb dues franges amples i l'extrem de cada lòbul de color negre.[2][3]

## Hàbitat i distribució geogràfica
És un peix d'aigua dolça, demersal i de clima tropical, el qual viu a Àsia: l'Índia (Manipur i Nagaland i Myanmar, incloent-hi les conques dels rius Salween, Chindwin i Irauadi.

## Confusió amb altres espècies
Els exemplars immadurs poden ésser confosos amb Botia kubotai, Botia almorhae i Botia rostrata, tot i que, en arribar a la maduresa, cada espècie adopta els seus patrons de coloració característics.

## Amenaces
La seua principal amenaça és la desforestació en benefici de les plantacions de tec, la qual cosa provoca sedimentació en els rius.

## Observacions
És inofensiu per als humans.